# شقبان داكن
شقبان داكن (الاسم العلمي: Megapodius freycinet) (بالإنجليزية: Dusky Megapode)‏ هو نوع من الطيور يتبع جنس الشقبان من فصيلة الشقبانية.